# Мануел Урутиа
Мануел Урутиа Лео (на испански: Manuel Urrutia Lleó) е кубински адвокат, политик и 13-и президент на Куба.

## Биография
Роден е на 8 декември 1901 г. в Куба и умира на 5 юли 1981 година в Ню Йорк, САЩ. Той става президент на първото революционно правителство на Куба на 3 януари 1959 г. след завръщане от изгнание във Венецуела, само 1 ден след завземането на властта от Фидел Кастро и Движението 26 юли. На 17 юли 1959 г. Кастро и някои други среди искат оставката на Урутиа, като посочват, че той не е оправдал очакванията. Последният отново заминава за Венецуела, откъдето по-късно се премества в Ню Йорк и работи като учител по испански език до края на живота си.